# シャリフ・シャリホフ
シャリフ・シャリホフ（アゼルバイジャン語: Şərif Şərifov、Sharif Sharifov、1988年11月11日 -）は、アゼルバイジャンのレスリング選手。2012年ロンドン五輪レスリングフリースタイル84kg級金メダリスト、2011年レスリング世界選手権同級優勝。ダゲスタン共和国生まれ。シャリフォフとも表記される。2016年リオデジャネイロ五輪レスリングフリースタイル86kg級銅メダル。